# Szyroka Bałka (rejon biłozerski)
Szyroka Bałka (ukr. Широка Балка) – wieś na południu Ukrainy, w obwodzie chersońskim, w rejonie biłozerskim. Położona na brzegu Limanu Dniepru. Miejscowość liczy 2593 mieszkańców.

## Historia
Pierwsze wzmianki o wsi pochodzą z 1856 roku. Pierwsi mieszkańcy pochodzili z sąsiedniego Stanisława. W І–III wieku na tym terenie znajdowała się osada Zołotyj Mys (Złoty Przylądek), kontrolowana przez Olbię.

## Zabytki
Zachowały się ślady wału ziemnego i kamiennych umocnień antycznej osady.